# Діонісій (Ляхович)
Діоні́сій Павло́ Ляхо́вич (порт. Dionísio Paulo Lachovicz; нар. 2 липня 1946, Помбас, Бразилія) — єпископ Української греко-католицької церкви, апостольський візитатор для українців-католиків в Італії та Іспанії, титулярний єпископ Еґнатії, василіянин. У 2020—2025 роках — апостольський екзарх для українців-католиків візантійського обряду в Італії.

## Біографія
Павло Ляхович народився 2 липня 1946 року в Помбасі, провінція Ітайополіс, штат Санта-Катаріна, єпархія Святого Івана Хрестителя в Куритибі (Бразилія). Середню освіту і початкову духовну підготовку отримав у духовній семінарії Отців Василіян у Куритибі.
В 1962 році вступив до Василіянського Чину. Продовжував підготовку до священства у вищих католицьких навчальних закладах Бразилії та Рима, має ліценціат з теології.
30 березня 1970 року склав вічні обіти у Василіянському Чині. 8 грудня 1972 року прийняв священниче висвячення з рук єпископа Куритибського УГКЦ Єфрема Кривого, ЧСВВ.
Надалі виконував різноманітну душпастирську працю, викладав філософію і теологію в навчальних закладах Отців Василіян у Бразилії.
У 1991 році приїхав в Україну для заснування Філософської семінарії Отців Василіян у Жовкві, працював викладачем філософії в Івано-Франківському Теологічно-Катехитичному Інституті (пізніше — Теологічна Академія). У 1994 році — ректор Василіянського інституту філософсько-богословських студій в Золочеві, викладач Києво-Могилянської академії та Львівської духовної семінарії Святого Духа. З 1996 до 2004 року — протоархимандрит Чину Святого Василія Великого.
Опублікував в Україні низку статей і книг релігійної тематики та два підручники для семінаристів.

Єпископський герб Діонісія Ляховича з девізом «Я між вами як той, що служить».

21 грудня 2005 року номінований Куріальним Єпископом Верховного Архієпископа Києво-Галицького. 26 лютого 2006 року в Прудентополісі (Бразилія) у храмі святого священномученика Йосафата відбулася єпископська хіротонія. Головним святителем був Верховний Архієпископ УГКЦ Любомир Гузар, а співсвятителями — Стефан Сорока, митрополит Філадельфійський, та Єфрем Кривий, Єпарх Куритибський.
Від 2006 до 2008 року — куріальний єпископ Верховного Архиєпископа УГКЦ, керівник Патріаршої адміністрації, відповідальний за церковні громади в країнах, де немає структур УГКЦ, голова Відділу душпастирства емігрантів, голова Сенату Українського католицького університету, член синодального трибуналу і генеральний керівник управління справедливості УГКЦ.
19 січня 2009 року папа Римський Бенедикт XVI призначив єпископа Діонісія Ляховича апостольським візитатором для українців-католиків в Італії та Іспанії.
24 жовтня 2020 року Папа Франциск призначив владику Діонісія Ляховича апостольським екзархом українців-католиків візантійського обряду в Італії.
1 грудня 2020 року відбулася його інтронізація.
7 березня 2025 року у Ватикані повідомлено про те, що папа Франциск Папа прийняв зречення владики Діонізія Ляховича і апостольським адміністратором екзархату до відкликання Апостольською Столицею призначив владику Григорія Комара.